# Lunenburgh River
Der Lunenburgh River (dt.: Lüneburg-Fluss) ist ein Fluss im Südwesten des australischen Bundesstaates Western Australia.

## Geografie
Der Fluss entspringt an den Südhängen der Darling Range bei Fernbrook. Von dort fließt er nach Nordwesten, wo er bei Beela in den Brunswick River mündet.

### Nebenflüsse mit Mündungshöhen
Der Fluss hat folgende Nebenflüsse:
- Otho River – 185 m
- Sophia River – 126 m

## Geschichte
Der Fluss wurde 1830 von Gouverneur James Stirling nach Ernst August I., König von Hannover und Fürst von Braunschweig-Lüneburg, benannt. Der König war 1813 Passagier der HMS Brazen, auf der Stirling Kapitän war.
Die anderen Namen und Titel des Königs wurden zum Teil in weiteren Flüssen in der Region verarbeitet, so dem Brunswick River (dt.: 'Braunschweig-Fluss'), dem Ernest River (dt. 'Ernst-Fluss') und dem Augustus River (dt.: 'August-Fluss').